# 阿塔瓦拉
阿塔瓦拉（Attarwala），是印度古吉拉特邦和巴基斯坦一個穆斯林社群。

## 歷史與起源
阿塔瓦拉宣稱他們是蒙兀兒帝國皇帝賈漢吉爾定居在阿格拉的哈扎拉族士兵後人。他們因參與印度1857年反英運動後移民至艾哈迈达巴德，落戶在古吉拉特邦後，即從事製作香水，阿塔瓦拉這個詞即指香水的製造商，第二次遷移發生在1947年印巴分治後，一些成員移居巴基斯坦，其他的留下，在巴基斯坦的成員主要分佈在卡拉奇。

## 目前情況
他們是無地群體，主要生計是製作香水，現在許多人拉黃包車。他們是什葉派穆斯林，有自己的種姓協會和宗教學校。
他們雙方實行表姐和表弟交叉平行近婚婚姻。